# سفره ماهى (طائرة بدون طيار)
سفره ماهى: وتعني بالعربية شيطان البحر، هي أول طائرة شبح إيرانية بدون طيار من تصميم وتصنيع جمهورية إيران والتي كشف عنها الجيش الإيراني يوم 29 مارس/ آذار 2010م لتضاف إلى الترسانة العسكرية الإيرانية، ان طائرة شيطان البحر، هي جيل جديد من الطائرات الاستطلاعية الإيرانية ومن خصائص هذه الطائرة الإيرانية المسيرة قدرتها على التخفي من الرادارات أي لايمكن للرادار كشفها. ويتم إنتاج هذه الطائرة من قبل جمهورية إيران وذلك عن طريق خبراء الصناعات الدفاعية لتُضاف إلى ترسانة الطائرات الإيرانية بدون طيار. يُذكر أن إيران تمتلك وتُدِير برنامجاً للطائرات بدون طيار منذ عدة عقود. وتُعَد إيران إلى جانب كلً من روسيا والصين والولايات المتحدة وإسرائيل من أكبر مصنعي الطائرات بدون طيار في العالم. والطائرات الإيرانية المسيرة والموجهة عن بعد هي تلك التي تمتلكها جمهورية إيران وذلك لاستخدامها في عمليات مهام المراقبة والإستطلاع في نطاقات لا تقل عن 200 كيلومتر، وكذلك استخدام هذه الطائرات لضرب أهداف أرضية فردية باستخدام القنابل والصواريخ الموجهة. حيث أن خصائص الطائرات بدون طيار من ناحية حجم ووزن وأجهزة الإستشعار، وتجهيزاتها القتالية، حولتها إلى أهم أحتياجات ومتطلبات العمليات القتالية بالنسبة لإيران.

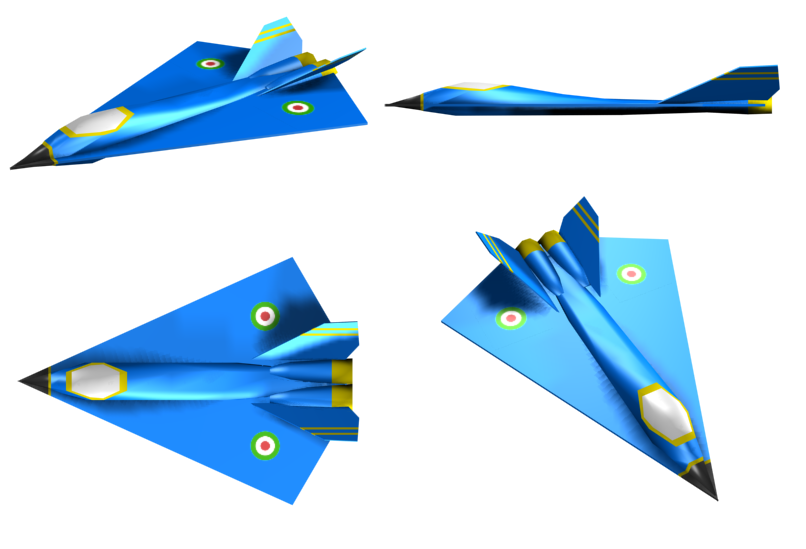
رسم توضيحي لطائرة سفره ماهى، هي أول طائرة إيرانية لا يكتشفها الرادار

## تصنيع الطائرة
أن هذه الطائرة التي أُطلِقَ عليها (سفره ماهى) أي «شيطان البحر» صُنِعَت بالاستفادة من التكنولوجيا المتطورة للغاية وسيتم إنتاجها رسمياً بعد إتمام مرحلة الأبحاث وتزويدها بالأجهزة الإلكترونية والعتاد. ويُعتبَر تحليق هذه الطائرة ذروة التطور التقني في العالم الذي حصلت عليه جمهورية إيران.[بحاجة لمصدر] وتطرق المسؤولين في القوة الجوية الإيرانية للجهود التي بذلها العاملون في سلاح الجو الإيراني لتصميم وإنتاج هذه الطائرة المتطورة الأمر الذي يعكس قدرة الخبراء الإيرانيين في إنتاج وصناعة الطائرات المتطورة والحديثة منها طائرة صاعقة وتصميم طائرات لا ترصدها أنظمة الرادار رغم الحظر المفروض على بلادهم.

## اختبار الطائرة
كشفت جمهورية إيران عن تصنيع طائرة شبح جرت تجربتها بنجاح عام 2010م وذلك بعد فشل أجهزة الرادار في رصدها، لتضاف إلى الترسانة العسكرية للجمهورية الإسلامية الإيرانية التي أعلنت في وقتٍ لاحق عن افتتاح خطوط إنتاج لنوعين من الصواريخ، وإنتاج سلاح مضاد للأباتشي، لم تكشف عنه، سيحد من قدرات هذا النوع من المروحيات القتالية الأمريكية. وأعلن مساعد قائد القوات الجوية للجيش الإيراني لشؤون التنسيق، عزيز نصير زادة، عن نجاح تجربة أول طائرة إيرانية دون طيار لا يكتشفها الرادار قائلاً "إن الإختبارات التي أُجريَت على الطائرة تمت بنجاح تام حيث كانت وفق المعايير التي كنا نتطلع إليها وحلقت دون أن يكتشفها الرادار.

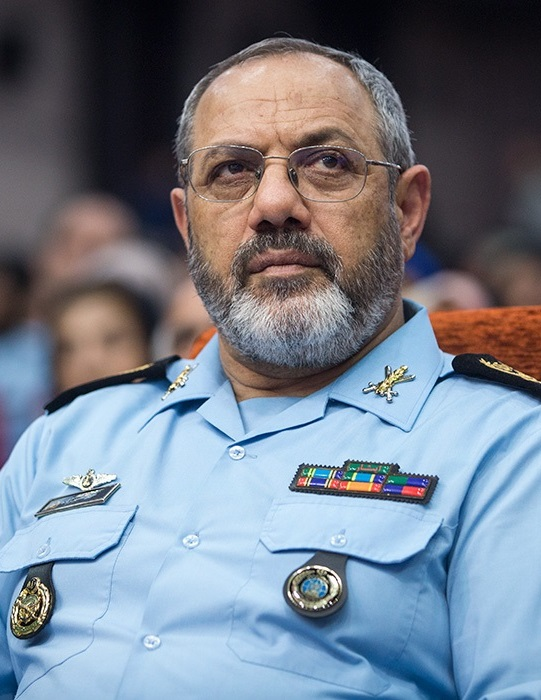
المساعد السابق لقائد القوات الجوية للجيش الإيراني لشؤون التنسيق، عزيز نصير زادة،

## طالع ايضاً
- سرير 1 (طائرة بدون طيار)
- فطرس (طائرة من دون طيار)
- الطائرات الايرانية بدون طيار
- مروحية شاهد 278
- مروحية شاهد 216
- مروحية شاهد 285
- مهاجر (طائرة بدون طيار)
- مروحية طوفان 2
- شاهد 129
- بنها (شركة)
- سورنا 3 (روبوت)
- أميد (قمر صناعي)
- ذو الفقار (دبابة)